# Campeonato Mundial de Ginástica Artística de 2018
O Campeonato Mundial de Ginástica Artística de 2018 contou como a 48ª edição da competição e ocorreu entre os dias 25 de outubro e 3 de novembro no Aspire Dome em Doha, Catar. O evento marcou a primeira vez que o mundial de ginástica artística foi realizado no Catar e no Oriente Médio.

## Eventos
- Equipes masculinas
- Individual geral masculino
- Solo masculino
- Barra fixa
- Barras paralelas
- Cavalo com alças
- Argolas
- Salto sobre a mesa masculino
- Equipes femininas
- Individual geral feminino
- Trave
- Solo feminino
- Barras assimétricas
- Salto sobre a mesa feminino

## Calendário
| Outubro/Novembro   | 25 | 26 | 27 | 28 | 29 | 30 | 31 | 1 | 2 | 3 |
| ------------------ | -- | -- | -- | -- | -- | -- | -- | - | - | - |
| Qualificatória     | ●  | ●  |    |    |    |    |    |   |   |   |
| Equipes            |    |    |    |    | ●  |    |    |   |   |   |
| Individual geral   |    |    |    |    |    |    | ●  |   |   |   |
| Solo               |    |    |    |    |    |    |    |   | ● |   |
| Cavalo com alças   |    |    |    |    |    |    |    |   | ● |   |
| Argolas            |    |    |    |    |    |    |    |   | ● |   |
| Salto sobre a mesa |    |    |    |    |    |    |    |   |   | ● |
| Barras paralelas   |    |    |    |    |    |    |    |   |   | ● |
| Barra fixa         |    |    |    |    |    |    |    |   |   | ● |

| Outubro/Novembro    | 25 | 26 | 27 | 28 | 29 | 30 | 31 | 1 | 2 | 3 |
| ------------------- | -- | -- | -- | -- | -- | -- | -- | - | - | - |
| Qualificatória      |    |    | ●  | ●  |    |    |    |   |   |   |
| Equipes             |    |    |    |    |    | ●  |    |   |   |   |
| Individual geral    |    |    |    |    |    |    |    | ● |   |   |
| Salto sobre a mesa  |    |    |    |    |    |    |    |   | ● |   |
| Barras assimétricas |    |    |    |    |    |    |    |   | ● |   |
| Trave               |    |    |    |    |    |    |    |   |   | ● |
| Solo                |    |    |    |    |    |    |    |   |   | ● |

## Países participantes
Um total de 76 nações enviaram representantes no Mundial de Ginástica Artística, sendo 287 homens e 255 mulheres totalizando 542 ginastas. Entre parênteses o número de ginastas por país.
| Lista de países participantes |
| --- |
| - África do Sul (3) - Alemanha (12) - Argélia (2) - Argentina (11) - Armênia (5) - Austrália (11) - Áustria (11) - Azerbaijão (6) - Bélgica (12) - Bielorrússia (8) - Bolívia (1) - Brasil (12) - Bulgária (1) - Canadá (12) - Catar (3) - Cazaquistão (7) - Chile (2) - China (12) - Chipre (5) - Colômbia (11) - Coreia do Norte (10) - Coreia do Sul (12) - Costa Rica (3) - Croácia (6) - Cuba (2) - Dinamarca (7) - Egito (4) - Equador (1) - Eslováquia (6) - Eslovênia (5) - Espanha (12) - Estados Unidos (12) - Filipinas (2) - Finlândia (12) - França (12) - Geórgia (6) - Grã-Bretanha (12) - Grécia (12) - Guatemala (2) - Hong Kong (5) - Hungria (11) - Ilhas Caimã (1) - Indonésia (1) - Iraque (3) - Irlanda (4) - Islândia (8) - Israel (8) - Itália (12) - Jamaica (6) - Japão (12) - Jordânia (4) - Letônia (3) - Lituânia (3) - Malásia (4) - México (10) - Noruega (10) - Nova Zelândia (8) - Países Baixos (12) - Peru (3) - Polónia (4) - Portugal (7) - Chéquia (10) - República Dominicana (1) - Roménia (12) - Rússia (12) - Sérvia (8) - Singapura (2) - Síria (2) - Suécia (9) - Suíça (12) - Tailândia (2) - Taipé Chinesa (12) - Turquia (10) - Ucrânia (12) - Uzbequistão (7) - Vietname (7) |

## Medalhistas
Masculino
| Evento                      | Ouro                                                                                  | Prata | Bronze                                                                                                  |
| --------------------------- | ------------------------------------------------------------------------------------- | --- | --- |
| Equipes detalhes            | Deng Shudi · Lin Chaopan · Sun Wei · Xiao Ruoteng · Lan Xingyu · Zou Jingyuan · China | David Belyavskiy · Artur Dalaloyan · Nikolai Kuksenkov · Dmitriy Lankin · Nikita Nagornyy · Vladislav Poliashov · Rússia | Kazuma Kaya · Kenzō Shirai · Yusuke Tanaka · Wataru Tanigawa · Kakeru Tanigawa · Kohei Uchimura · Japão |
| Individual geral detalhes   | Artur Dalaloyan · Rússia                                                              | Xiao Ruoteng · China | Nikita Nagornyy · Rússia                                                                                |
| Solo detalhes               | Artur Dalaloyan · Rússia                                                              | Kenzō Shirai · Japão | Carlos Yulo · Filipinas                                                                                 |
| Cavalo com alças detalhes   | Xiao Ruoteng · China                                                                  | Max Whitlock · Grã-Bretanha                                                                                              | Lee Chih-kai · Taipé Chinesa                                                                            |
| Argolas detalhes            | Eleftherios Petrounias · Grécia                                                       | Arthur Zanetti · Brasil                                                                                                  | Marco Lodadio · Itália                                                                                  |
| Salto sobre a mesa detalhes | Ri Se-gwang · Coreia do Norte                                                         | Artur Dalaloyan · Rússia                                                                                                 | Kenzō Shirai · Japão                                                                                    |
| Barras paralelas detalhes   | Zou Jingyuan · China                                                                  | Oleg Verniaiev · Ucrânia                                                                                                 | Artur Dalaloyan · Rússia                                                                                |
| Barra fixa detalhes         | Epke Zonderland · Países Baixos                                                       | Kohei Uchimura · Japão                                                                                                   | Sam Mikulak · Estados Unidos                                                                            |

Feminino
| Evento                       | Ouro | Prata | Bronze                                                                        |
| ---------------------------- | --- | --- | ----------------------------------------------------------------------------- |
| Equipes detalhes             | Simone Biles · Kara Eaker · Morgan Hurd · Grace McCallum · Ragan Smith · Riley McCusker · Estados Unidos | Lilia Akhaimova · Irina Alexeeva · Angelina Melnikova · Aliya Mustafina · Angelina Simakova · Daria Spiridonova · Rússia | Chen Yile · Liu Tingting · Liu Jinru · Luo Huan · Du Siyu · Zhang Jin · China |
| Individual geral detalhes    | Simone Biles · Estados Unidos                                                                            | Mai Murakami · Japão | Morgan Hurd · Estados Unidos                                                  |
| Salto sobre a mesa detalhes  | Simone Biles · Estados Unidos                                                                            | Shallon Olsen · Canadá                                                                                                   | Alexa Moreno · México                                                         |
| Barras assimétricas detalhes | Nina Derwael · Bélgica                                                                                   | Simone Biles · Estados Unidos                                                                                            | Elisabeth Seitz · Alemanha                                                    |
| Trave detalhes               | Liu Tingting · China                                                                                     | Ana Padurariu · Canadá                                                                                                   | Simone Biles · Estados Unidos                                                 |
| Solo detalhes                | Simone Biles · Estados Unidos                                                                            | Morgan Hurd · Estados Unidos                                                                                             | Mai Murakami · Japão                                                          |

## Quadro de medalhas
| Ordem | País            | Medalha de ouro | Medalha de prata | Medalha de bronze |    |
| ----- | --------------- | --------------- | ---------------- | ----------------- | -- |
| 1     | Estados Unidos  | 4               | 2                | 3                 | 9  |
| 2     | China           | 4               | 1                | 1                 | 6  |
| 3     | Rússia          | 2               | 3                | 2                 | 7  |
| 4     | Bélgica         | 1               |                  |                   | 1  |
|       | Coreia do Norte | 1               |                  |                   | 1  |
|       | Grécia          | 1               |                  |                   | 1  |
|       | Países Baixos   | 1               |                  |                   | 1  |
| 8     | Japão           |                 | 3                | 3                 | 6  |
| 9     | Canadá          |                 | 2                |                   | 2  |
| 10    | Brasil          |                 | 1                |                   | 1  |
|       | Grã-Bretanha    |                 | 1                |                   | 1  |
|       | Ucrânia         |                 | 1                |                   | 1  |
| 13    | Alemanha        |                 |                  | 1                 | 1  |
|       | Filipinas       |                 |                  | 1                 | 1  |
|       | Itália          |                 |                  | 1                 | 1  |
|       | México          |                 |                  | 1                 | 1  |
|       | Taipé Chinesa   |                 |                  | 1                 | 1  |
| TOTAL | TOTAL           | 14              | 14               | 14                | 42 |